# Smacoviridae
Ordre
Famille
Les Smacoviridae sont une famille de virus à ADN simple brin, la seule de l’ordre des Cremevirales. Le génome de ces virus est petit (2,3 à 2,8 kilobases). Il est composé d'ADN circulaire simple brin qui encode une protéine d'initiation de la réplication circulaire ainsi qu'une protéine de capside. Six genres sont reconnus comme faisant partie de la famille. Les virus de ce taxon ont été isolés dans des échantillons de matières fécales d'insectes et de vertébrés par métagénomique. Leur biologie est peu connue.

## Taxonomie
La famille contient les genres suivants :
- Bovismacovirus
- Cosmacovirus
- Dragsmacovirus
- Drosmacovirus
- Huchismacovirus
- Porprismacovirus

## Biologie
Ces virus ont un génome simple brin de 2,3 à 2,8 kilobases de longueur. Il encode six protéines dont une de réplication et une de capside.